# Geliebte Lügen (2005)
Geliebte Lügen ist ein britischer Spielfilm aus dem Jahr 2005, der auf dem 1951 erschienenen Roman A Way Through the Wood (dt. Elf Jahre und ein Tag) von Nigel Balchin. Julian Fellowes gab mit diesem Film sein Regiedebüt.

## Handlung
James und Anne Manning führen eine augenscheinlich intakte Ehe in ihren Wohnsitzen im städtischen London und im ländlichen Buckinghamshire. James Manning ist ein erfolgreicher Anwalt und der Geldverdiener in der Beziehung. Er merkt aber nicht, dass seine Frau aus Langeweile eine Beziehung mit dem attraktiven Bill beginnt.
Als Manning den Verdacht schöpft, dass der im Dorf bekannte, einer Adelsfamilie angehörende Bill Bule verantwortlich für einen Unfall mit Fahrflucht ist, bei dem der Mann der Haushälterin der Mannings gestorben war, stellt er ihn zur Rede, bringt ihn zu einem Geständnis und fordert ihn auf, sich der Polizei zu stellen. Bill verspricht ihm dies. In einem Gespräch mit seiner Frau erfährt Manning nicht nur von deren Beziehung zu Bill, sondern auch, dass nicht Bill, sondern sie selbst den Wagen gefahren und den Unfall verursacht hat.
In der Folge müssen James und Anne Manning, deren Beziehung durch die Enthüllungen erschüttert ist, dafür Sorge tragen, dass Anne aufgrund ihres Vergehens nicht angeklagt wird. James fordert Anne auf, die Affäre mit Bill zu beenden.
Nachdem James es erstmals mit dem Polizeiinspektor Marshall zu tun bekommt, findet er zufällig heraus, dass Anne die Beziehung zu Bill durchaus nicht beendet hat. Als er sie daraufhin zu Rede stellt, sagt sie ihm, dass sie sich ein Ende der Affäre mit Bill nicht vorstellen könne. Das bedeutet faktisch das Ende ihrer Ehe. Trotzdem verschafft er Bill für den Unfall ein Alibi.
Anne wird seit dem Unfall von Gewissensbissen geplagt und erzählt ihrer Haushälterin Maggie, die bis dahin davon ausgegangen war, dass Bill ihren Mann getötet hat, die wahre Geschichte. Da Anne Maggie jedoch trotz deren Verurteilung wegen Diebstahls eingestellt hatte, fühlt Maggie sich ihr gegenüber verpflichtet, verzeiht ihr und trägt dazu bei, dass die polizeilichen Ermittlungen eingestellt werden. Anne zieht daraufhin wieder zu James zurück.
Als James einige Monate später zufällig erfährt, dass Bill an Krebs im Endstadium leidet, besucht er ihn im Krankenhaus. Er erzählt Anne von Bills Erkrankung, trotz dessen Rat,  ihr nichts von seiner Krankheit zu erzählen. Daraufhin verlässt sie James erneut und begleitet Bill bis zu dessen Tod. Der Film endet auf Bills Beerdigung, bei dem sich James und Anne erneut treffen.

## Kritiken
„Hervorragende Romanverfilmung über die Brüchigkeit bürgerlicher Sicherheiten und die ambivalente Kraft von Begehren und Liebe, die bestehende Strukturen zersetzen kann, aber auch hilft, Lebenskrisen zu meistern. Visuell suggestiv und mit Gespür für brillante Dialoge, überzeugt der Film vor allem auch durch seinen exzellenten Hauptdarsteller.“

„In seinem Regiedebüt seziert der Oscar-gekrönte Drehbuchautor Julian Fellowes [...] eine Ehe und die Definition von Glück. Mit subtilen Beobachtungen und dezenten, aber vielschichtigen Charakterisierungen zeigt er die vernichtenden Konsequenzen der Lüge, schließlich jedoch auch das Wesen der Liebe. Ohne Schuldzuweisungen, mit großer Reife und einer von Tom Wilkinson angeführten exzellenten Besetzung.“

„Es ist bezeichnend, dass sich die Handlung des Films in wenigen Zeilen zusammenfassen lässt. Geliebte Lügen besticht weder durch einen außergewöhnlichen Plot noch durch überraschende Wendungen. Fellowes schuf ein leises, intensives Charakterportrait über Loyalität, Vernunft und den Umgang mit Schuld, das sich voll auf seine Figuren verlässt und von den phänomenalen Schauspielern mühelos getragen wird. [...]

Ein durch und durch erwachsenes Drama, das jüngere, weniger erfahrene Kinogänger vermutlich zu Tode langweilen wird. Wer sich auf das tiefgreifende Thema einlassen kann, wird nicht nur mit 87 Minuten subtiler Spannung, sondern auch mit einem Ende belohnt, das vermutlich nicht von allen Zuschauern als Happy End empfunden werden wird, aber den Weg zu einer komplizierten, dafür ehrlicheren und letztlich hoffnungsvolleren Zukunft aufzeigt.“

## Auszeichnung
Für seine Arbeit wurde Regisseur Julian Fellowes 2005 mit dem NBR Award für das Beste Regiedebüt ausgezeichnet.

## DVD-Veröffentlichungen
- Separate Lies  (engl. Originalfassung) / 20. März 2006 / 20th Century Fox Home Entertainment
- Geliebte Lügen (deutschsprachige Fassung) / 21. September 2006 & 21. August 2009 / 20th Century Fox Home Entertainment